# Samuel Lars Åkerhielm
Samuel Lars Åkerhielm, född 23 oktober 1887 i Hedvig Eleonora församling, Stockholm, död 15 januari 1976 i Lunds Allhelgonaförsamling, var en svensk friherre och militär (generallöjtnant).

## Biografi
Åkerhielm var son kammarrättspresidenten Lars Åkerhielm och Hulda Nyström. Han blev underlöjtnant vid Svea artilleriregemente (A 1) 1908 och studerade vid Artilleri- och ingenjörhögskolan (AIHS) 1910–1911. Åkerhielm blev löjtnant 1913 och studerade vid Krigshögskolan (KHS) 1913–1915. År 1920 blev han kapten vid generalstaben och fick samma rang vid Svea artilleriregemente (A 1) 1926. Under tidsperioderna 1923 till 1927 och 1928 till 1931 var han lärare vid KHS. Åkerhielm återvände som kapten vid generalstaben 1928 och blev major där 1929 samt major och lärare vid Krigshögskolan 1930. År 1931 blev Åkerhielm chef för Norrbottens artillerikår (A 5), 1934 blev han befordrad till överstelöjtnant och 1936 överste i armén. År 1937 blev han utnämnd till chef för Krigshögskolan.
År 1940 utnämndes Åkerhielm till chef för Svea artilleriregemente. År 1941 började han tjänstgöra som ställföreträdande arméfördelningschef och ställföreträdande chef för försvarsstaben vilket han var fram till 1942 då han blev befordrad till generalmajor. År 1942 utnämndes han till militärbefälhavare för VII. militärområdet och chef för Gotlands marindistrikt. Han var militärbefälhavare för I. militärområdet 1948–1953. Åkerhielm utnämndes till generallöjtnant 1953.
Åkerhielm var ordförande för högkvarterskommissionen 1946–1947, försvarets krigsutrustningskommission 1947–1955, inspektor Kristianstads högre allmänna läroverk 1948–1953. Han blev ledamot av Kungliga Krigsvetenskapsakademien 1938. Han gifte sig 1913 med Margareta Reuterswärd (1891–1971), dotter till överstelöjtnant Carl Reuterswärd och friherrinnan Rosa von Ungern-Sternberg. Han var far till Elisabeth Åkerhielm (1915–2008). Åkerhielm är begravd på Lovö kyrkogård.

## Utmärkelser
- Konung Gustav V:s olympiska medalj (GV:sOlM)[3]
- Kommendör med stora korset av Svärdsorden (KmstkSO)[4]
- Kommendör av Finlands Vita Ros’ orden (KFinlVRO)[4]
- Kommendör av Tyska örnens orden (KTyskÖO)[4]
- Officer av Nederländska Oranien-Nassauorden med svärd (OffNedONOms)[4]